# 도쿄 야쿠르트 스왈로스 (2군)
도쿄 야쿠르트 스왈로스(일본어: 東京ヤクルトスワローズ, Tokyo Yakult Swallows)의 2군 팀은 일본의 프로 야구 구단이며, 도쿄 야쿠르트 스왈로스 계열의 구단이다. 이스턴 리그 구단 중의 하나이며 1950년 창단해 1954년부터 1955년까지 신일본 리그에 있다가 1955년부터 지금의 이스턴 리그 리그에서 뛰고 있다. 홈구장은 1군 홈구장인 메이지 진구 야구장에서 멀어진 사이타마현 도다시에 위치한 야쿠르트 도다 구장이다.
다만, 1977년부터 홈구장으로 사용한 야쿠르트 도다 구장과 선수 기숙사 등의 시설 노후화 탓인지 2026년경을 목표로 야쿠르트 구단이 2군 구장을 이바라키현 모리야시로 이전하는 것으로 야쿠르트 구단이 모리야시 등과의 협의를 개시한 것을 2022년 4월 15일 발표했다.
1. ↑  김남형 (2012년 5월 29일). “임창용, 4년전과 정반대 상황에 놓였다”. 스포츠조선. 2022년 3월 16일에 확인함.
2. ↑  “【ヤクルト】埼玉県戸田市にある2軍施設移転へ茨城県守谷市と協議開始、2026年の開業を目指す”. 주니치 스포츠. 2022년 4월 15일. 2022년 5월 1일에 원본 문서에서 보존된 문서. 2022년 5월 1일에 확인함.